# カダニ - ヴィレーモフ・ウ・カダニェ - カシチツェ線
カダニ - ヴィレーモフ・ウ・カダニェ - カシチツェ線（チェコ語;Železniční trať Kadaň – Vilémov u Kadaně – Kaštice）は、レイルウェイ・キャピタルの鉄道線の名称である。路線番号は164。
冬季の休日、臨時列車のみの運行となっている。なお、ロホゼツ - ドウポフ間は廃止されている。

## 歴史
1881年、プルゼニ・ブルジェズノ・ホムトフ鉄道により、クラースニー・ドヴール - カシチツェ間が開業した。その後、帝立王立国有鉄道に移管され、1903年にカダニ - カシチツェ間が全通した。

### 路線番号の変遷
- 2014年以前：
143　フラデツ - カダニ - プルネールジョフ
T6 　ポドボルジャニ - カシチツェ - フラデツ
- 2015 - 19年度：
132　フラデツ - カダニ - プルネールジョフ
T6 　ポドボルジャニ - カシチツェ - フラデツ
- 2020 - 22年度：
132　フラデツ - カダニ - プルネールジョフ
164　ポドボルジャニ - カシチツェ - フラデツ
- 2023年度以降：
130　カダニ郊外駅 - カダニ - ヂェチーン
164　ポドボルジャニ - カシチツェ - カダニ

## 運行形態
夏季の土曜・休日に限り、下記の系統が、それぞれ一日2本ずつ運行する。
- カダニ → ヴィーレモフ → ロホゼツ
2022年以前は、2本中1本がラドニツェ止まりであった。
- ロホゼツ → ヴィーレモフ → クラースニー・ドヴール / ポドボルジャニ
1本がドヴール止まり、1本がポドボルジャニ行。
2022年以前は、2本中1本がラドニツェ始発であった他、2本ともドヴール止まりであった。
- クラースニー・ドヴール → ヴィーレモフ → カダニ
2022年以前は、130号線のプルネールジョフまで直通していた。
- カダニ → ヴィーレモフ → クラースニー・ドヴール / ポドボルジャニ　　※160号線に直通
1本がドヴール止まり、1本がポドボルジャニ行。
2022年以前は、130号線のプルネールジョフ始発であった他、2本ともポドボルジャニまで直通していた。
- ポドボルジャニ → カシチツェ → クラースニー・ドヴール → ヴィーレモフ → カダニ　　※160号線から直通

### 過去の運行系統
- プルネールジョフ - カダニ - ジェリナ ( - フラデツ・ウ・カダニェ)　　※チェコ鉄道による運行
2015年末に、プルネールジョフ - ジェリナ間に、冬季休日のみ一日1往復の運行を開始した。カダニ以北は130号線に直通していた。
2016年末にポラーキまでの運行を開始し、冬季の土曜・休日限定で、ジェリナまで一日4往復、フラデツまで2往復、ポラーキまで冬季の土曜日のみ週1往復が運行していた。
2017年末に、夏季も運行する様になり、土曜・休日限定で、夏季の1往復、秋季・冬季の2往復がポラーキまで直通する様になった。また、平日の1往復がジェリナまで運行する様になった。
2019年末に、休日は秋・冬限定となり、フラデツまで区間短縮された。
2022年限りで運行休止。

## 駅一覧
以下では、チェコ国鉄143号線の駅と営業キロ、停車列車、接続路線などを一覧表で示す。なお、全て各駅停車である。
- 種別
  - Os：普通
- 停車駅
  - ■印：全列車停車
  - ●印：一部通過

### カシチツェ - カダニ間
| 路線名 | 駅名                           | 駅間営業キロ | 累計営業キロ       | 累計営業キロ     | Os | 接続路線                            | 所在地       | 所在地     |
| ------ | ------------------------------ | ------------ | ------------------ | ---------------- | -- | ----------------------------------- | ------------ | ---------- |
| 164    | ポドボルジャニ駅               | -            | -6.0               |                  | ■  | 160号線（モスト方面、プルゼニ方面） | ウースチー州 | ロウニ郡   |
| 164    | カシチツェ駅                   | 6.0          | カシチツェから 0.0 |                  | ■  | 160号線（*1）                       | ウースチー州 | ロウニ郡   |
| 164    | ヴィソケー・トルジェブシツェ駅 | 2.3          | 2.3                |                  | ■  |                                     | ウースチー州 | ロウニ郡   |
| 164    | クラースニー・ドヴール駅       | 1.7          | 4.0                |                  | ■  |                                     | ウースチー州 | ロウニ郡   |
| 164    | ホチェブヂツェ駅               | 2.3          | 6.3                |                  | ■  |                                     | ウースチー州 | ロウニ郡   |
| 164    | ヴィッチツェ駅                 | 2.2          | 8.5                |                  | ■  |                                     | ウースチー州 | ホムトフ郡 |
| 164    | ヴィレーモフ・ウ・カダニェ駅   | 3.5          | 12.0               |                  | ■  | ラドニツェ方面                      | ウースチー州 | ホムトフ郡 |
| 164    | ピェチプスィ駅                 | 1.7          | 13.7               |                  | ■  |                                     | ウースチー州 | ホムトフ郡 |
| 164    | ポラーキ駅                     | 4.7          | 18.4               | ポラーキから 0.0 | ■  |                                     | ウースチー州 | ホムトフ郡 |
| 132    | フラデツ・ウ・カダニェ駅       | 4.5          | 22.9               | 4.5              | ■  |                                     | ウースチー州 | ホムトフ郡 |
| 132    | ジェリナ駅                     | 1.9          | 24.8               | 6.4              | ■  |                                     | ウースチー州 | ホムトフ郡 |
| 132    | カダニ郊外駅                   | 1.8          | 26.6               | 8.2              | ■  |                                     | ウースチー州 | ホムトフ郡 |
| 132    | カダニ駅                       | 0.6          | 27.2               | 8.8              | ■  | 130号線（ヂェチーン方面）           | ウースチー州 | ホムトフ郡 |

(*1) 160号線の列車は、全列車カシチツェを通過する。

### ヴィレーモフ - カダンスキー・ロホゼツ間
| 路線名 | 駅名                           | 駅間営業キロ | 累計営業キロ     | 累計営業キロ     | 接続路線                               | 所在地               | 所在地               |
| ------ | ------------------------------ | ------------ | ---------------- | ---------------- | -------------------------------------- | -------------------- | -------------------- |
| 164    | ドウポフ駅                     | -            | ドウポフから 0.0 |                  |                                        | カルロヴィ・ヴァリ州 | カルロヴィ・ヴァリ郡 |
| 164    | オレシカ駅                     | 3.4          | 3.4              |                  |                                        | カルロヴィ・ヴァリ州 | カルロヴィ・ヴァリ郡 |
| 164    | フルボカー・ジヂャール駅       | 2.0          | 5.4              |                  |                                        | カルロヴィ・ヴァリ州 | カルロヴィ・ヴァリ郡 |
| 164    | ジェブレチーン駅               | 1.5          | 6.9              |                  |                                        | カルロヴィ・ヴァリ州 | カルロヴィ・ヴァリ郡 |
| 164    | キセルカ・オブロヴィツェ駅     | 1.0          | 7.9              |                  |                                        | カルロヴィ・ヴァリ州 | カルロヴィ・ヴァリ郡 |
| 164    | カダニスキー・ロホゼツ駅       | 1.3          | ドウポフから 9.2 | ロホゼツから 0.0 |                                        | ウースチー州         | ホムトフ郡           |
| 164    | ジドフ駅                       | 1.3          | 10.5             | 1.3              |                                        | ウースチー州         | ホムトフ郡           |
| 164    | ラドニツェ・ウ・カダニェ駅     | 3.0          | 13.5             | 4.3              |                                        | ウースチー州         | ホムトフ郡           |
| 164    | ヴィレーモフ・ウ・カダニェ町駅 | 2.8          | 16.3             | 7.1              |                                        | ウースチー州         | ホムトフ郡           |
| 164    | ヴィレーモフ・ウ・カダニェ駅   | 1.8          | 18.1             | 8.9              | クラースニー・ドヴール方面、カダニ方面 | ウースチー州         | ホムトフ郡           |